# Дитрих фон дер Асебург
Дитрих фон дер Асебург (на немски: Dietrich von der Asseburg; * пр.. 1441; † 1497) е благородник от рицарския род фон дер Асебург и господар на Хиненбург в Северен Рейн-Вестфалия.

## Произход
Той е третият син на Йохан фон дер Асебург († 1449/1456) и съпругата му Катарина († сл. 1449). Внук е на Бернд фон дер Асебург († 1420), господар на Хиненбург, и Госта фон Шпигел или ван Мензен-Бруххаузен († сл. 1420).
Братята му са Бернд фон дер Асебург († 1484), Йохан фон дер Асебург († сл. 1460), Херман фон дер Асебург († 1463) и Вернер фон дер Асебург († сл. 1460).

## Фамилия
Първи брак: с Анна фон Щьокхайм (* ок. 1436 † сл. 1484), дъщеря на Зегебанд фон Щьокхайм († сл. 1467) и Фредеке фон Щайнберг (* ок. 1408). Те имат осем деца:
- Йохан фон дер Асебург († сл. 1495)
- Боркхард фон дер Асебург (* пр. 1470)

- Якоб III фон дер Асебург († сл. 1507), женен за Олека Вестфален † 1511); имат 6 деца
- Гезе фон дер Асебург († сл. 1499), омъжена за Хайнрих фон Хакстхаузен † сл. 1499)
- Анна фон дер Асебург († сл. 31 май 1515)
- Маргарета фон дер Асебург
- 2 дъщери

Втори брак: 1481/ок. 29 юни 1486 г. с Аделе фон Хакстхаузен († сл. 1492/1495), дъщеря на
Готшалк фон Хакстхаузен 'Умния' († сл. 1482) и Илза фон Каленберг. Бракът е бездетен.